# Republic P-47 Thunderbolt
O Republic P-47 Thunderbolt, também conhecido como "Jug", foi o maior, mais caro e mais pesado caça na história da aviação a ser motorizado por um único motor de combustão interna. Foi um dos principais caças da Força Aérea dos Estados Unidos durante a Segunda Guerra Mundial, sendo utilizado também por outras forças aliadas durante o conflito, incluindo a Força Expedicionária Brasileira. 
O P-47 era eficiente em combates aéreos, mas provou-se especialmente hábil como caça-bombardeiro. Era equipado com oito metralhadoras calibre .50, quatro por asa. Carregado com carga total, seu peso podia chegar a oito toneladas. Uma contrapartida moderna que cumpre as mesmas funções, o A-10 Thunderbolt II tem seu nome inspirado no P-47. 

## Desenvolvimento

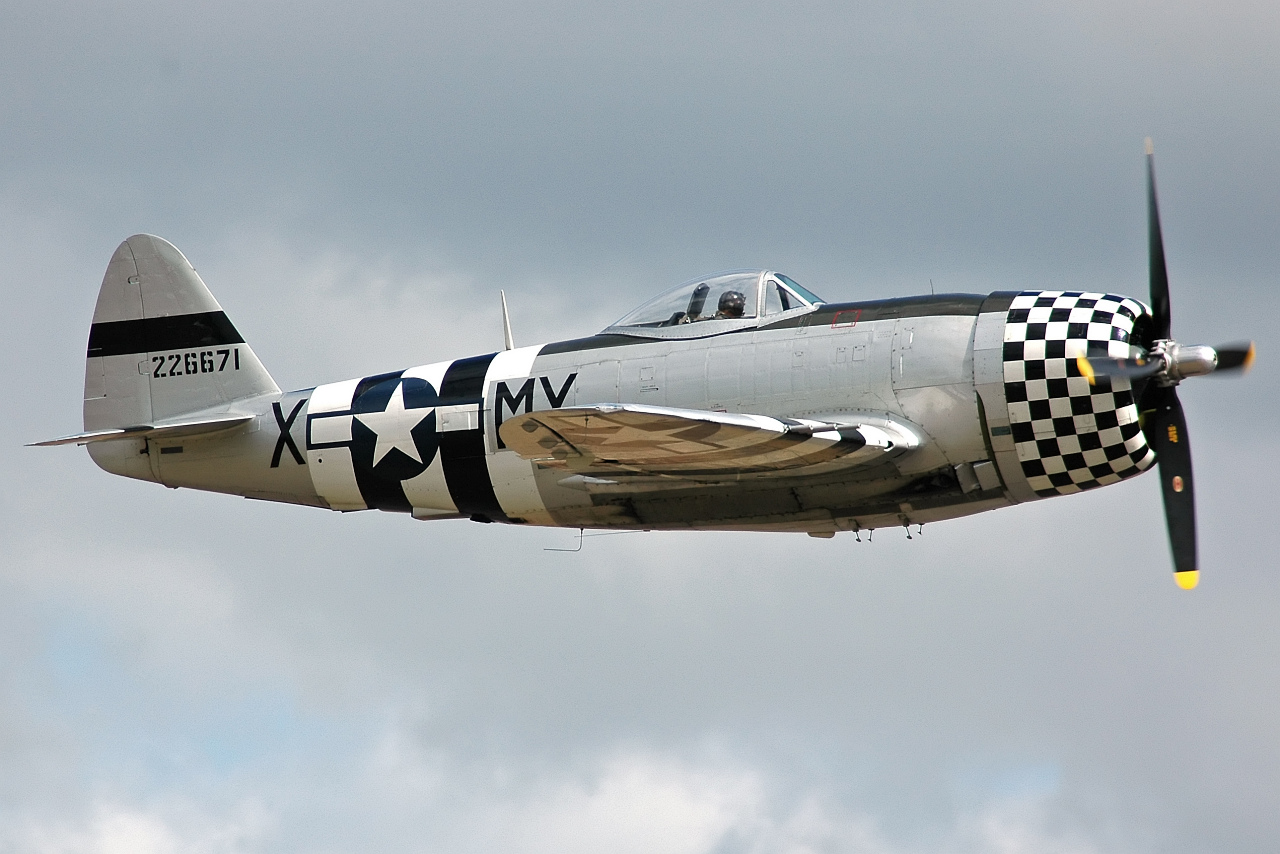
Um P-47 em um show aéreo em 2010.

O P-47 foi uma evolução do Seversky P-43, que era um aprimoramento do Severky P-35 de 1936, que iria ser a próxima geração de caças do USAAF, mas devido aos acontecimentos tragicos na Europa, deram preferência ao P-36. Alexander Kartvelli e sua equipe acompanhavam os combates na Europa, e chegaram a conclusão que os agora P-43 não seriam páreo para a "invencível" Luftwaffe, mas tanto os P-38, quanto os P-47 entraram em serviço doméstico, ou seja, para a defesa de áreas de interesse americano, como as bases de Pearl Harbour no Havaí, e nas Filipinas, que inclusive na evacuação desta última, todos os P-51 Lancer foram destruídos na fuga americana; devido à sua baixa capacidade em combate aéreo, foi lançado o protótipo XP-47B, agora sobre responsabilidade industrial da Republic Aviation Company, mas ainda com Kartiveli no programa, voou pela primeira vez em maio de 1941. Este seria construído em torno do seu motor, o radial Pratt & Whitney R-2800, alimentado por um turbo compressor, que ia até quase o estabilizador vertical. seus 18 cilindros desenvolviam 2 000 HP, permitindo que o XP-47B chegasse aos incríveis, na época, 690 km/h.

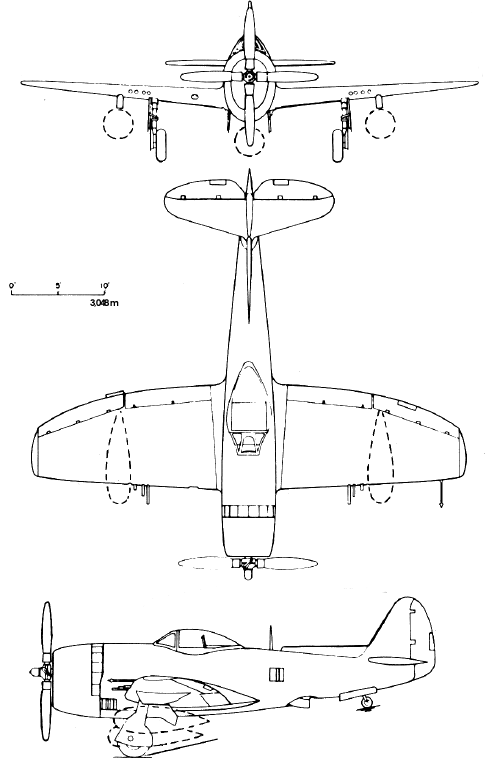
Três ângulos.

Devido ao seu grande tamanho, quando os britânicos o viram, imediatamente puseram o apelido de Juggernaut (rolo compressor). A primeira versão operacional foi P-47C1, que foi concluída em setembro de 1942, logo seguida pela C2, que tinha a possibilidade de levar semi-encaixado, na barriga, um tanque de combustível extra de 200 galões. Desde o início, ele era armado com 8 metralhadoras Browning M2 12,7mm (.50) com 2 500 cartuchos de vários tipos, apesar do projeto original prever apenas 2 metralhadoras. Foram construídos 55 C1 e 128 C2, antes da produção mudar para aprimorado P-47D. A primeira destas seria a versão D-RA, com 110 unidades, logo depois mudada para a D1-RE. A grande diferença desta versão era um par a mais de janelas de resfriamento do óleo e o aperfeiçoado motor R-2800-21, proteção extra para o piloto, novos sistemas de combustível e oxigênio e uma sensível melhora na maneabilidade. produziu-se 105 destes. estes seriam os Thunderbolt's "Razorback" (um tipo de javali). A versão Razorback iria até a D-23-RE, com um total deste de 889 unidades. em julho de 1943, foi terminada a versão mais difundida do P-47, a D "bubbletop", com a conhecia capota tipo bolha que foi da D-25-RE a até a D-40-RA. O P-47M seria uma encomenda especial de 130 aeronaves feita exclusivamente para o 56ºFG na Grã-Bretanha, que podia alcançar em voo nivelado, 760km/h. O P-47N foi a última versão operacional deste caça, que podia alcançar 4 000 km de alcance, devido a um grande aumento no tanque de combustível. Foi apenas utilizada pelos americanos nos últimos estágios da guerra no pacífico.
- No total, foram produzidos 15 682 P-47de todas as versões.
- Houve os protótipos XP-47J e XP-72. O 47J alcançou a velocidade de 811 km/h em agosto de 1944, e o XP-72 foi dotado do mais possante motor até então desenvolvido, o R-4360 com hélices contra rotativas Aero-products que desenvolvia 3 000 HP de potência. Os projetos do XP-72 e XP-47J foram abandonados devido ao grande avanço no desenvolvimento dos jatos.
- A Curtiss foi responsável pela produção da versão de dois assentos para conversão operacional do Thunderbolt, que foram as versões P-47G- C U, G-1- C U, G-5-C U, G-10-C U e P-47G-15-C U

## Histórico operacional

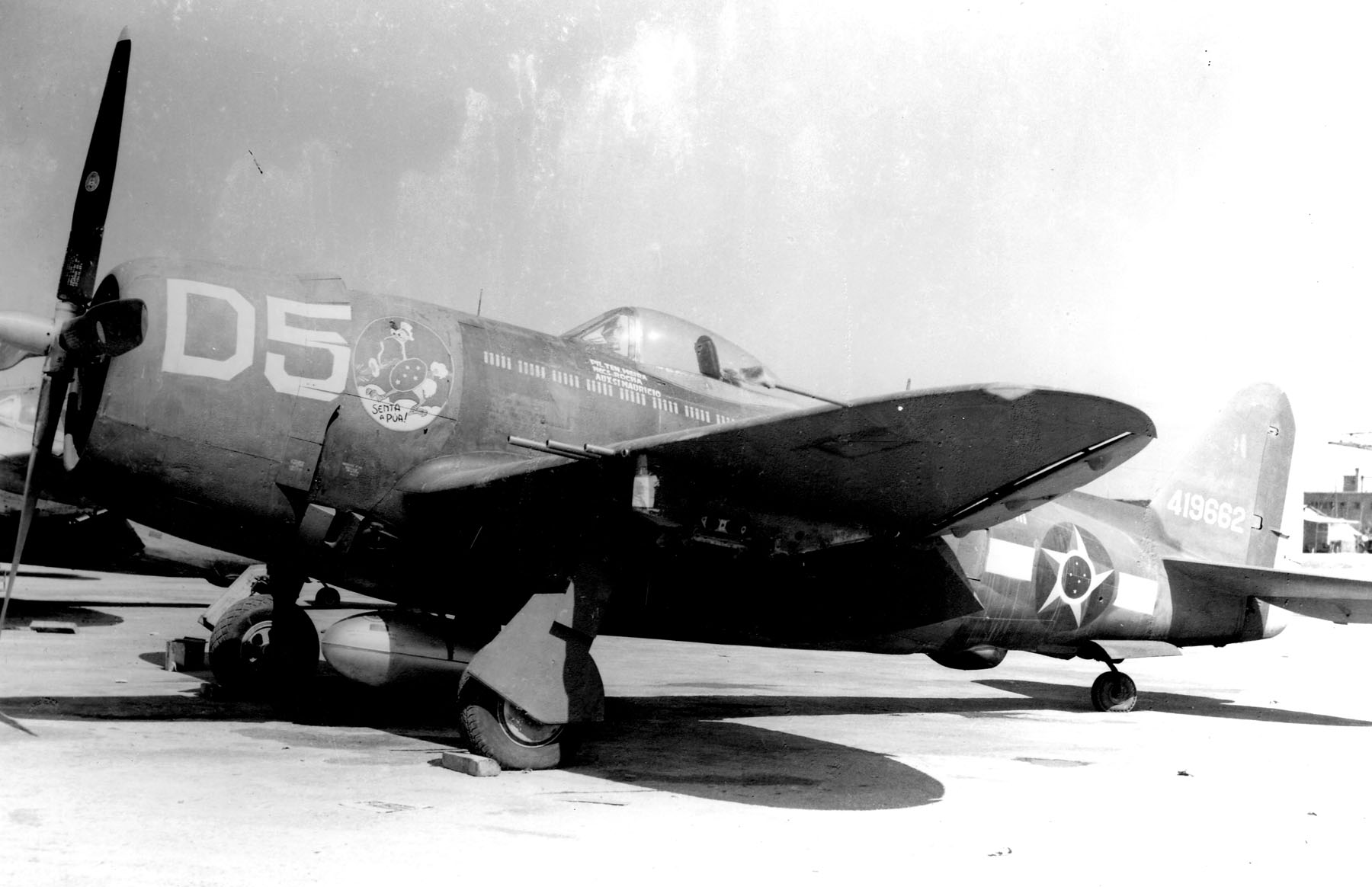
P-47 com o distintivo da FAB, “Senta a Pua”, durante a Segunda Guerra Mundial

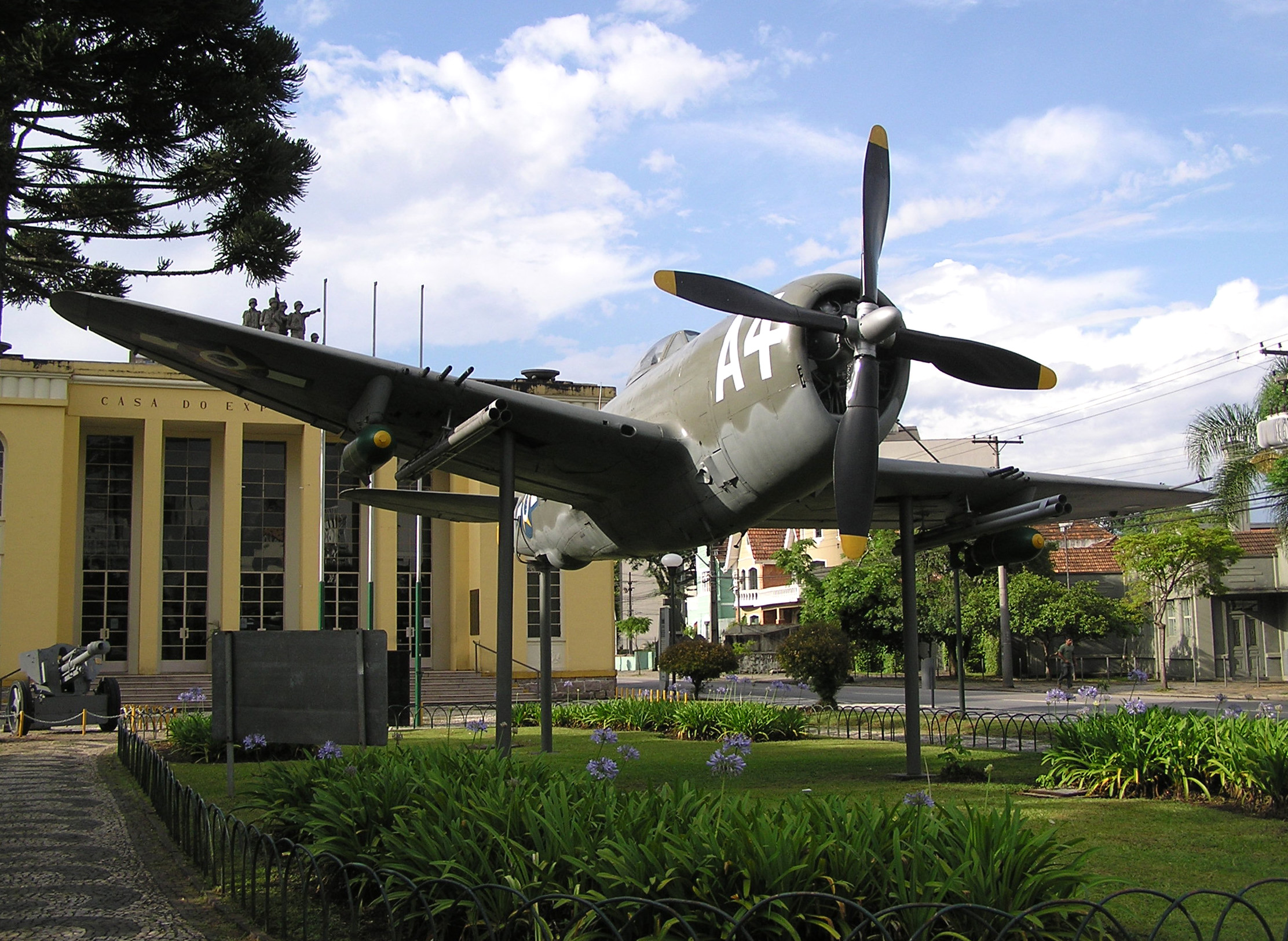
P-47 Thunderbolt utilizado pelo 1° Grupo de Caça da FEB na Segunda Guerra, em exposição na Praça do Expedicionário, defronte ao Museu do Expedicionário, Curitiba.

- Sua utilização principal nas primeiras versões até 1943 foi como caça de escolta dos bombardeiros aliados. No entanto, mesmo com tanque de combustível extra sua autonomia, com a Europa continental ainda ocupada pela Alemanha, não permitia incursões mais profundas sobre território inimigo, tornando sua capacidade de escolta limitada. Ele e outros modelos de caça aliados foram substituídos em 1944 pelo P-51 Mustang, que tinha autonomia para acompanhar os bombardeiros na ida e volta de seus objetivos. Assim a partir de 1944, passou a caça-padrão de ataque ao solo, sendo assim utilizado por outras forças aéreas aliadas durante o restante da Segunda Guerra Mundial, como a força aérea vermelha da então União Soviética, a real britânica, em especial pelos indianos na frente birmanesa, pelo 1º Grupo de Caça da Força Aérea Brasileira na Campanha da Itália, e pelo Esquadrão 201 da Força Aérea Mexicana na campanha de retomada das Filipinas. Portugal operou 50 aeronaves P-47D entre 1952 e 1956.

- A versão utilizada pela então recém-criada FAB foi a P-47D-25-RE, que foram recebidas no total 94 unidades, destas, 62 para combater na Itália. Com estes aviões, a Força Aérea Brasileira destruiu em sua área de atuação 15% dos veículos, 28% das pontes, 36% dos depósitos de combustível e 85% dos de munição. A Força Aérea Expedicionária Mexicana operou seus Thunderbolts no tetro do pacífico, na versão P-47D-30-RA, participando decisivamente na libertação de Luzon, nas Filipinas, realizando ataques ao solo e apoio aéreo aproximado.